# Johannes Holopainen
Johannes Oskari Holopainen (* 24. März 1988 in Helsinki) ist ein finnischer Schauspieler.

## Leben
Johannes Holopainen ist Sohn des bekannten finnischen Sportreporters Juha Matti Holopainen. Er studierte von 2008 bis 2013 Theaterwissenschaften an der Theaterakademie Helsinki. Bereits während seines Studiums war er mit Väärät juuret sowohl auf der Leinwand als auch von 2007 bis 2010 mit der Serie Sydänjää im Fernsehen zu sehen. Seitdem war er in über 25 Film- und Fernsehproduktionen zu sehen. Für seine Darstellung des Aleksi in dem Episodenfilm Tottumiskysymys wurde Holopainen als Bester Nebendarsteller für einen Jussi nominiert. 2018 spielte er in dem Film Heavy Trip die Hauptrolle.

## Filmografie
- 2007–2010: Sydänjää (Fernsehserie, 18 Folgen)
- 2009: Väärät juuret
- 2017: Unknown Soldier – Kampf ums Vaterland (Tuntematon sotilas)
- 2018: East of Sweden (Kääntöpiste)
- 2018: Heavy Trip (Hevi reissu)
- seit 2019: Alle Sünden (Kaikki synnit, Fernsehserie)
- 2019: Tottumiskysymys
- 2020: Californian Commando (Perfect Commando, Fernsehserie, zehn Folgen)
- 2020: Helene